# Ivan Panin (matemático)
Ivan Aleksandrovich Panin (em russo:  Иван Александрович Панин; Apatity, 2 de julho de 1959) é um matemático russo, especialista em álgebra, geometria algébrica e K-teoria algébrica.

## Formação e carreira
Em 1973, ele entrou no Ginásio Acadêmico D. K. Fadeev da Universidade Estatal de São Petersburgo, que concluiu em 1976. Obteve o diploma em 1981 na Faculdade de Matemática e Mecânica da Universidade Estadual de São Petersburgo. No Departamento de São Petersburgo do Instituto Steklov de Matemática da Academia de Ciências da Rússia (abreviado ПОМИ им. В. А. Стеклова РАН em russo), defendeu sua tese de Candidato de Ciências em 1984, orientado por Andrei Suslin, onde passou a trabalhar como membro da equipe. Panin obteve em 1996 o grau de Doktor nauk no Departamento de São Petersburgo do Instituto Steklov de Matemática da Academia de Ciências da Rússia. Lá, em 1999 foi chefe do laboratório de álgebra e teoria dos números. Em 2003 foi eleito membro correspondente da Academia de Ciências da Rússia no Departamento de Ciências Matemáticas. Em 2018 foi palestrante convidado do Congresso Internacional de Matemáticos no Rio de Janeiro.

## Publicações selecionadas
- Panin I. A. (1994). «On the algebraic K-theory of twisted flag varieties». K-Theory. 8 (6): 541–585. doi:10.1007/BF00961020
- Merkurjev A. S., Panin I. A., Wadsworth A. R. (1996). «Index reduction formulas for twisted flag varieties». K-Theory. 10 (6): 517–596. doi:10.1007/BF00537543
- Панин И. А. (1998). «Принцип расщепления и K-теория односвязных полупростых алгебраических групп (The splitting principle and the K-theory of simply connected semisimple algebraic groups)» (PDF). Алгебра и анализ. 10 (1): 88–131
- Ojanguren M., Panin I. (1999). «A purity theorem for the Witt group» (PDF). Ann. Sci. École Norm. Sup. 32 (1): 71–86. doi:10.1016/s0012-9593(99)80009-3
- Panin, Ivan; Pimenov, Konstantin; Röndigs, Oliver (2009). «On Voevodsky's Algebraic K-Theory Spectrum». In:  Baas, N.; Friedlander, E.; Jahren, B.; Østvær, P. Algebraic Topology. Col: Abel Symposia, Vol. 4. [S.l.]: Springer. pp. 279–330. ISBN 978-3-642-01199-3. doi:10.1007/978-3-642-01200-6_10